# La Villeneuve-sous-Thury
La Villeneuve-sous-Thury – miejscowość i gmina we Francji, w regionie Hauts-de-France, w departamencie Oise.
Według danych na rok 1990 gminę zamieszkiwały 163 osoby, a gęstość zaludnienia wynosiła 38 osób/km² (wśród 2293 gmin Pikardii La Villeneuve-sous-Thury plasuje się na 834. miejscu pod względem liczby ludności, natomiast pod względem powierzchni na miejscu 941.).